# آسمانی‌ها (ترانه)
«آسمانی‌ها» (به انگلیسی: Aerials) ترانه‌ای از گروه ارمنی/آمریکایی سیستم آو ا داون است. این یکی از تک‌آهنگ‌های آلبوم سال ۲۰۰۱ آن‌ها با نام زهرآگینی بود.
«آسمانی‌ها» در زمان انتشارش در ایالات متحدهٔ آمریکا، شمارهٔ ۱ هر دو جدول ترانه‌های آلترنتیو و راک جریان اصلی شد و به‌ترتیب ۲۶ و ۳۳ هفته در آن جدول‌ها حضور داشت. این ترانه همچنین نامزدی جایزهٔ گرمی «بهترین اجرای هارد راک» را برای گروه به ارمغان آورد. موفقیت «آسمانی‌ها» در حدی بود که باعث شگفتی اعضای سیستم آو ا داون شد.